# Aladdin Sane
Aladdin Sane é o sexto álbum de estúdio do músico britânico David Bowie, lançado pela RCA Records em 1973. Vindo logo após seu grande sucesso com The Rise and Fall of Ziggy Stardust and the Spiders from Mars, foi o primeiro álbum que Bowie compôs e lançou como um genuíno rock star.
Roy Carr e Charles Shaar Murray, editores da NME, chamaram-no de "estranhamente insatisfatório, consideravelmente menos do que a soma das partes", enquanto Nicholas Pegg, enciclopedista de Bowie, descreve-o como "um dos mais urgentes, atraentes, e essenciais" dos discos do músico. Ben Gerson, em resenha para a Rolling Stone, afirmou que o álbum é "menos maníaco que The Man Who Sold the World, e menos íntimo que Hunky Dory, com nenhum de seus ataques de auto-dúvida". A capa do álbum, que mostra Bowie com uma maquiagem de raio sobre sua face, é vista como de suas imagens mais icônicas.
É um dos seis álbuns de Bowie que foram incluídos na lista da Rolling Stone de 500 melhores álbuns de todos os tempos (na posição n° 277) e ficou no n° 77 da lista da Pitchfork Media dos 100 melhores álbuns dos anos 1970.

## "Ziggy vai à América"
O título do álbum é um trocadilho com "A Lad Insane " ("Um Rapaz Insano"). Uma ideia anterior era "Love Aladdin Vein" (algo como "amar um rapaz em vão"), que Bowie abandonou, em parte por causa da conotação às drogas. Apesar de tecnicamente ser um novo "personagem", Aladdin Sane era essencialmente o desenvolvimento de Ziggy Stardust em sua aparência e persona, como é evidenciado pela capa de Brian Duffy e nos shows de Bowie em 1973, que culminaram na "aposentadoria" de Ziggy no Hammersmith Odeon em julho daquele ano. Sem o fluxo temático de seu antecessor, Aladdin Sane foi descrito pelo próprio Bowie como simplesmente "Ziggy vai à América", pois a maior parte das faixas são consequência de observações que ele fez na estrada durante sua turnê americana de 1972. Isso explica os nomes de lugares na frente de cada título das canções no encarte original. O biógrafo Christopher Sandford acredita que o álbum mostra que Bowie "estava simultaneamente intimidado e obcecado pela América".
Seus sentimentos mistos sobre a viagem iam, nas palavras de Bowie, de "querer estar no palco tocando minhas músicas, mas por outro lado não querer realmente estar naqueles ônibus com todas aquelas pessoas estranhas... então Aladdin Sane era esse centro dividido". Esse tipo de "esquizofrenia", como Bowie o descreveu, foi transmitido na capa pela sua maquiagem, na qual o raio representa a sua dualidade mental. Apesar disso, mais tarde ele contaria a amigos que a faixa-título do álbum fora inspirada pelo seu irmão Terry, que havia recebido diagnóstico de esquizofrenia. O próprio Bowie teve a ideia do raio em seu rosto, mas disse que a lágrima fora ideia de Brian Duffy: "Ele [Brian] a colocou depois, simplesmente a disparou lá. Eu achei amável."

## Produção e estilo
A maior parte de Aladdin Sane foi gravada nos Trident Studios, em Londres, janeiro de 1973, entre partes da turnê americana de Ziggy Stardust. Um desejo de apressar o lançamento do disco acabou trazendo mixes com influência dos Rolling Stones, em "Watch That Man" e "Cracked Actor", que ocultavam vocais e gaita, respectivamente. Bowie e o produtor Ken Scott depois rejeitaram a suposição sobre "Watch That Man", declarando que um remix que foi produzido, revelando os vocais, foi considerado inferior pela gestão da Mainman e pela RCA Records, em comparação com o original lançado.
Aladdin Sane contém um som de rock mais forte que seu antecessor, Ziggy Stardust, particularmente nas faixas como "Panic in Detroit" (feita a partir de uma batida Bo Beat) e na arriscada versão de "Let's Spend the Night Together". Segundo o guitarrista Dean DeLeo, do Stone Temple Pilots, "[Mike Ronson] compôs alguns clássicos. 'Cracked Actor', 'Watch That Man' e 'Panic in Detroit' são todos fantásticos. De fato, Aladdin Sane é provavelmente um dos meus álbuns favoritos de todos os tempos."
O álbum é também notável por explorar estilos como o avant-garde jazz, na faixa-título, e o "cabaré brechtiano" em "Time". Ambos os números são dominados pelo aclamado trabalho de Mike Garson no piano, que também está fortemente presente em "Lady Grinning Soul", uma balada inspirada na cantora Claudia Linnear.

## Singles
Dois singles foram hits e precederam o lançamento do álbum: "The Jean Genie" e "Drive-In Saturday". O primeiro - gravado nos estúdios da RCA em Nova Iorque durante a primeira parte da tour americana de Bowie, no final de 1972 - é um som pesado e explosivo de R&B, largamente baseado em Iggy Pop. O segundo é um número de doo-wop futurístico, descrevendo uma época em que a população tinha que "reaprender o sexo" ao assistir velhos filmes pornôs. "Time" foi mais tarde editada como single nos EUA e no Japão, e "Let's Spend a Night Together" nos EUA e na Europa. Em 1974, a cantora Lulu lançou uma versão de "Watch That Man" como o lado B do seu single "The MAn Who Sold the World", produzido por Bowie e Mick Ronson.

## Lançamento e repercussão
| Críticas profissionais | Críticas profissionais |
| Avaliações da crítica  | Avaliações da crítica  |
| Fonte                  | Avaliação              |
| ---------------------- | ---------------------- |
| Allmusic               | [ 12 ]                 |
| Blender                | [ 13 ]                 |
| Robert Christgau       | (B+)                   |
| PopMatters             | (sem nota)             |
| Rolling Stone          | (sem nota)             |
| Spin                   | [ 17 ]                 |

Com cem mil cópias encomendadas com antecedência, Aladdin Sane, no seu lançamento, alcançou o topo dos charts britânicos e chegou ao n°17 nos EUA, tornando-se o álbum de Bowie mais bem-sucedido comercialmente nos dois países, até então. Estima-se que o álbum tenha vendido 4,6 milhões de cópias no mundo inteiro, fazendo dele um dos discos mais vendidos de Bowie.
A recepção da crítica foi, no geral, laudatória, sendo mais entusiástica nos EUA do que no Reino Unido. A Rolling Stone observou "as melodias provocantes de Bowie, letras audaciosas, arranjos de maestria (com Mick Ronson) e produção (com Ken Scott)", enquanto a Billboard o chamou de uma combinação de "energia crua com rock explosivo". Na imprensa musical britânica, de qualquer modo, seções de cartas acusaram Bowie de "esgotamento" e a revista Let it Rock achou o álbum mais estilo do que substância, considerando que ele não tinha "nada a dizer e muito o que dizer".
Bowie tocou todas as faixas do álbum, tirando "Lady Grinnning Soul", na sua turnê de 1972-73, e muitas delas na turnê Diamond Dogs, em 1974. Versões ao vivo de todas, exceto "The Prettiest Star" e "Lady Grinning Soul", foram lançadas em vários discos, incluindo Ziggy Stardust - The Motion Picture e Aladdin Sane – 30th Anniversary. "The Jean Genie" é a única música do álbum que Bowie tocou em show por toda a sua carreira. Apesar de "Panic in Detroit" ter aparecido regularmente em anos mais recentes, em 1979 foi feito um remake da canção, mas que só foi lançado no CD Rykodisc de Scary Monsters (and super Creeps).

## Faixas
Todas as faixas escritas e compostas por David Bowie, exceto onde indicado. 
| Lado A |                                 |         |  |
| N.º    | Título                          | Duração |  |
| 1.     | "Watch That Man"                | 4:25    |  |
| 2.     | "Aladdin Sane (1913-1938-197?)" | 5:06    |  |
| 3.     | "Drive-In Saturday"             | 4:29    |  |
| 4.     | "Panic in Detroit"              | 4:25    |  |
| 5.     | "Cracked Actor"                 | 2:56    |  |

| Lado B |                                                                |         |  |
| N.º    | Título                                                         | Duração |  |
| 6.     | "Time"                                                         | 5:09    |  |
| 7.     | "The Prettiest Star"                                           | 3:26    |  |
| 8.     | "Let's Spend the Night Together" (Mick Jagger, Keith Richards) | 3:03    |  |
| 9.     | "The Jean Genie"                                               | 4:02    |  |
| 10.    | "Lady Grinning Soul"                                           | 3:46    |  |

## Equipe
- David Bowie – guitarra, teclado, saxofone, voz
- Mick Ronson – guitarra, piano, voz
- Trevor Bolder – baixo
- Mick "Woody" Woodmansey – bateria

## Equipe de Apoio
- Mike Garson – piano
- Ken Fordham – saxofone
- Brian "Bux" Wilshaw – saxofone e flauta
- Linda Lewis – backing vocals
- Juanita "Honey" Franklin – backing vocals
- G.A. MacCormack – backing vocals